# Aiden Shaw
Aiden Shaw (Harrow, Middlesex, 22 februari 1966) is een voormalig pornoacteur, musicus, auteur, leraar Engels en fotomodel.

## Leven
Aiden Shaw werd op 22 februari 1966 in Harrow geboren als zesde van zeven kinderen in een Ierse katholieke familie. Op zijn veertiende begon hij zich op de alternatieve manier te kleden naar de mode van die tijd zoals new romantic, punk en gothic. Op zijn zestiende begon Shaw aan een twee jaar durende cursus creatieve kunst aan het Nelson and Colne College. Daarna bracht hij twee jaar door aan het Manchester Youth Theatre. Daarop volgend schreef hij zich in bij het toenmalige Brighton Polytechnic, nu University of Brighton, voor een graad in expressieve kunst, maar na een jaar stapte hij over naar het Harrow College of Higher Education om film, televisie, fotografie en video te gaan studeren. Na het verlaten van het college werkte hij een tijdje als regisseur van muziekvideo's voor bands als Peter Hook.
Rond zijn achttiende ontdekte Shaw de prostitutie en vulde hij zijn inkomen aan als mannelijke escort. Begin jaren 90 verhuisde hij naar Los Angeles en werd daar pornoacteur. Hij werkte voornamelijk in homoseksuele pornofilms voor studio's als Falcon, Catalina en Studio 2000, en verscheen in meer dan 50 pornofilms. In 1997 werd de diagnose hiv bij hem vastgesteld.

## Literair werk
In 1991 werkte Shaw samen met artiest Mark Beard aan een gelimiteerde uitgave genaamd Aiden, hoewel pas in 1996 zijn eerste roman, Brutal, uitgegeven werd. Ook verscheen in 1996 bij The Bad Press een dichtbundel, If Language at the Same Time Shapes and Distorts our Ideas and Emotions, How do we Communicate Love?. Daarna schreef hij nog twee romans, Boundaries en Wasted, en in 2006 verscheen zijn autobiografie, My Undoing. In 2007 haalde hij een graad in creatief schrijven aan Goldsmiths University of London, waarop in 2009 een tweede autobiografie, Sordid Truths, het licht zag.

## Muziek
Shaw schreef en produceerde twee muziekalbums, waarbij hij de zang voor zijn rekening nam op "Whatever", wat ook de naam van zijn band is. Hij werkte ook samen met Nina Silvert op "Nina Silvert Does Aiden Shaw".

## Recente activiteit
In 2011 bekwaamde Shaw zich als leraar Engels. Hij stond ook model voor GQ Magazine in Berlijn. Deze publicatie zorgde ervoor dat hij gespot en ingehuurd werd door SUCCES MODELS in Parijs. Nadat hij verhuisde naar Barcelona liet hij zich daar vertegenwoordigden door SIGHT MANAGEMENT.

## Publicaties
- Brutal (Millivres Books, 1996)
- If Language at the Same Time Shapes and Distorts Our Ideas and Emotions, How Do We Communicate Love? (The Bad Press, 1996)
- Boudaries (Brighton, Millivres Prowler Group, 1997)
- Wasted (Brighton, Millivres Prowler Group, 2001)
- My Undoing: Love in the Thick of Sex, Drugs, Pornography, and Prostitution (New York: Carroll & Graf, 2006)
- Sordid Truths: Selling My Innocence for a Taste of Stardom (Alyson Books, 2009)

## Videografie
- Indieboyz Sk8punks (2010)
- Addiction, Part 2 (2004)
- Perfect Fit (2004)
- Addiction: Part 1 (2003)
- Hot Wired 2: Turned On (2003)
- Love Life (2002)
- Poets (2002)
- Backstage (2001)
- Kiss Kiss Bang Bang (2000)
- Descent (1999)
- Forced Entry (1996)
- Chet Thomas: Director's Best (1996)
- Bimbo Boys (1995)
- Boot Black 2: Spit Shine (1995)
- The Backroom (1995)
- Lovers, Tricks and One Night Stands (1994)
- New Pledgemaster (1994)
- Breakaway (1993)
- Catalina Preview Tape 7 (1993)
- Grease Guns (1993)
- On the Mark (1993)
- Palm Springs Paradise (1993)
- Summer Buddies (1993)
- Black Leather, White Studs (1993)
- Dirty Dreaming (1992)
- Disconnected (1992)
- Midnight Sun (1992)
- Night Force (1992)

- Biblioteca Nacional de España: XX1626678
- Gemeinsame Normdatei: 118158236
- International Standard Name Identifier: 0000 0000 6317 1190
- Library of Congress Control Number: no99004050
- Trove: 1453634
- Virtual International Authority File: 13097002
- WorldCat: E39PBJxCwqG6FvDVBFdqhwFBT3